# Туадера, Фостен-Арканж
Фосте́н-Арка́нж Туадера́ (фр. Faustin-Archange Touadéra; род. 21 апреля 1957, Банги, Убанги-Шари) — центральноафриканский политический деятель, премьер-министр ЦАР (2008—2013), президент ЦАР с 30 марта 2016 года.

## Карьера
Окончил университеты в Банги и Абиджане, получил две докторских степени по математике — в Университете Лилль-1 (фр. Université Lille 1: Sciences et Technologies) и Университете Яунде. С 1987 года преподавал в Университете Банги, в 1989—1992 годах был заместителем декана факультета естественных наук. В 2005—2008 годах был ректором университета.
22 января 2008 года президент Франсуа Бозизе назначил его премьер-министром ЦАР. Правительство из 29 министров официально приступило к работе 28 января. В рамках кампании примирения с повстанцами 18 января 2009 года правительство было распущено, а на следующий день был сформирован новый состав правительства, в котором лишь 10 из 31 министров прошлого состава сохранили свои должности. В то же время, в новом составе правительства появились несколько лидеров повстанческих группировок. 22 апреля 2011 года Туадера сформировал новое правительство, в котором из 34 прежних министров свои посты вновь сохранило лишь десять человек. В новом составе правительства оказалось два родственника президента Франсуа Бозизе — сын (министр обороны) и племянник (министр финансов).
В декабре 2012 года на территории ЦАР начался вооружённый конфликт. Повстанцы обвинили правительство президента Франсуа Бозизе в несоблюдении условий мирных соглашений, подписанных в 2007 году. Восставшие захватили много крупных городов в центральной и восточной частях страны.
11 января 2013 года в столице Габона, городе Либревиль было подписано соглашение о прекращении огня. Повстанцы отказались от требования отставки президента ЦАР Франсуа Бозизе, в свою очередь он до 18 января должен назначить представителя оппозиции на пост премьер-министра страны.
12 января Фостен-Арканж Туадера был отправлен в отставку, а 17 января ему на смену пришёл, согласно достигнутым договорённостям, кандидат, названный оппозицией — Николас Тьянгайе.

## Президентские выборы 2015
В 2015 году Фостен-Арканж Туадера баллотировался в президенты ЦАР на выборах, стартовавшихся 20 декабря того же года. В ходе избирательной кампании Туадера подчеркивал свою равноудаленность и от Селека, и от Антибалака.
20 февраля 2016 года по результатам второго тура президентских выборов в ЦАР одержал убедительную победу, набрав 62,71 % голосов. Его соперник, также в своё время возглавлявший правительство республики Анисе Жорж Дологеле сумел заручиться поддержкой лишь 37 % избирателей, хотя его поддерживал бывший президент Бозизе.
Главным пунктом предвыборной программы Фостен-Арканж Туадера было обеспечение безопасности в стране после вооруженных столкновений между мусульманами из коалиции Селека и христианами Антибалака, и привлечение инвестиций из-за рубежа для восстановления экономики государства.
Вступил в должность президента 30 марта 2016 года. Через четыре года он принял участие в очередной предвыборной кампании и на выборах 20 декабря 2020 года боролся за пост президента. 4 января 2021 года было объявлено, что он выиграл в первом туре у Анисе-Жоржа Дологуэле, когда набрал около 53 % голосов.

## Награды, созданные Туадера
28 января 2019 года в результате подписания соглашения «О мире и примирении в Центральноафриканской республике в Хартуме (Судан)» Туадера основал Орден примирения Центроафриканской республики, которым награждается каждый гражданин Центральноафриканской Республики или иностранный гражданин, внёсший свой вклад в примирение и восстановление мира.

## Образ в культуре
- Фильм «Турист» 2021 года (режиссёр Андрей Батов), исполнитель роли — Бьян Веню.